# Presentation (ソフトウェア)
Presentation（ソフトウェア）は、心理的および神経行動学的実験を行うためのWindowsソフトウェアアプリケーション。

## 概要
Presentationは、Neurobehavioral Systems Inc.によって開発され、2003年に最初にリリースされた。聴覚および視覚刺激の作成と配信をサポートし、ほぼすべての入力デバイスからの応答を記録し、パラレルポート、シリアルの制御を可能にする。ポート、TCP/IP、およびNi-DAQは、fMRIデバイス、応答デバイス、アイトラッカー、および脳イメージング機器との間で通信する。Microsoft Kinect for Windowsもサポートしている。時間的には1ミリ秒未満の精度である。また、Presentationは、UTF-8仕様を介してUnicodeをサポートしている。